# 小森謙一郎
小森 謙一郎（こもり けんいちろう、1975年 - ）は、日本の思想史学者、武蔵大学人文学部ヨーロッパ文化学科教授。専門は、ヨーロッパ思想史・哲学、ユダヤ思想史、社会思想史。

## 略歴
東京都生まれ。東京大学大学院総合文化研究科博士課程修了。博士(学術)。武蔵大学人文学部ヨーロッパ文化学科教授。

## 著書

### 単著
- 『デリダの政治経済学──労働・家族・世界』御茶ノ水書房、 2004
- 『アーレント 最後の言葉』講談社、2017

### 共著
- 『脱構築のポリティクス』御茶の水書房、2003

第3章「世界化時代のプロフェッション──アーレントの人間とデリダの大学」
- 『差異化する正義』御茶の水書房、2004

第3章「父権制の脱構築──エンゲルス、デリダ、コーネル」
- 『ポスト近代の公共空間』御茶の水書房、2005

第5章「公共空間と技術──新たな革命のキック・オフ」
- 『グローバル化する市民社会』御茶の水書房、2006

第7章「テクノロジーとムネモシュネ──機械的な記憶について」
- 『フィクション論への誘い──文学・歴史・遊び・人間』世界思想社、2013

第8章「フロイトの「歴史小説」──『モーセという男と一神教』草稿序文を読む」
- 『人形の文化史──ヨーロッパの諸相から』水声社、2016

第7章「マネキンとマリオネット──法という名の糸についての覚書き」
- 『人文学のレッスン』水声社、2022

### 訳書
- ジャック・デリダ著、湯浅博雄・小森謙一郎訳『エコノミメーシス』未來社、2006
- ヨセフ・ハイーム・イェルシャルミ著、小森謙一郎訳『フロイトのモーセ──終わりのあるユダヤ教と終わりのないユダヤ教』岩波書店、2014
- バシール・バシール＋アモス・ゴールドバーグ編、小森謙一郎訳『ホロコーストとナクバ──歴史とトラウマについての新たな話法』水声社、2023